# グマ県
グマ県（グマけん、中国語: 皮山县）は、中華人民共和国新疆ウイグル自治区ホータン地区に位置する県。

## 行政区画
1街道、6鎮、8郷、2民族郷を管轄：
- 街道弁事処：城鎮街道
- 鎮：グマ鎮（固瑪鎮）、ドゥワ鎮（杜瓦鎮）、シャイドゥラ鎮（賽図拉鎮）、ムジ鎮（木吉鎮）、コシタグ鎮（闊什塔格鎮）、サンジュ鎮（桑株鎮）
- 郷：キリヤン郷（克里陽郷）、キョクテレク郷（科克鉄熱克郷）、チョダ郷（喬達郷）、モコイラ郷（木奎拉郷）、ザングイ郷（蔵桂郷）、ピヤルマ郷（皮亜勒瑪郷）、ピシナ郷（皮西那郷）、バシレンゲル郷（巴什蘭干郷）
- 民族郷：ナワバト・タジク族郷（堖阿巴提塔吉克族郷）、ケンキル・キルギス族郷（康克爾柯爾克孜族郷）

## 交通

### 鉄道
- 中国国家鉄路集団
  - 喀和線

### 道路
- 高速道路
  -  吐和高速道路
- 国道
  - G219国道
  - G315国道